# Мемориальный дом-музей О. М. Мануйловой
Мемориальный дом-музей О. М. Мануйловой — музей в Бишкеке, посвящённый жизни и творческой деятельности советского скульптора, Народного художника Киргизской ССР Ольги Мануйловой. Находится в доме, где Ольга Максимилиановна жила в 1948—1984 годах.

## О музее
Мемориальный дом-музей скульптора был открыт в 2000 году в доме, где Ольга Мануйлова жила и работала с 1948 по 1984 год. За это время она создала более шестисот авторских работ, большинство из которых было посвящено жизни и подвигам народов республики, среди которых — портреты-бюсты Героя Социалистического Труда Саида Каримова и Героя Советского Союза Ташмамата Джумабаева, народного композитора Муратаалы Куренкеева. Самые известные её работы в Бишкеке — это большой скульптурный ансамбль, венчающий здание Киргизского театра оперы и балета, и гранитный памятник Тоголоку Молдо, установленный в честь его 100-летия в городском сквере.

Так сложилось, что одно время я работал в её мастерской, и многое видел как бы изнутри. Она была добрейшей души человек. Её мастерская была открыта для всех в любое время дня и ночи. Приходили и приезжали отовсюду: из Армении, Грузии, России. «Приходи, лепи», — говорила она тем, кому негде было приткнуться,— скульптор В. А. Шестопал.
Здание дома-музея скульптора Ольги Мануйловой является памятником истории и значится в Государственном списке памятников истории и культуры города Бишкек. На доме скульптора висит мемориальная табличка на русском и киргизском языках с текстом: «В этом доме в 1948—1984 гг. жила Народный художник Кыргызской Республики скульптор О. М. Мануйлова».
Экспозиция размещается в двух небольших мемориальных комнатах, где жила Ольга Максимилиановна, а также в выставочном зале.

Спаленка (она же кабинет) её была крохотной. Стеллажи с малой пластикой и книгами, заваленный книгами стол, топчан с верёвочной сеткой, сплетенной её
руками. На топчане — лоскутное ватное одеяло,— художник Ольга Попова.
В музее находится около пятидесяти скульптурных работ Мануйловой (бюсты, барельефы из дерева, металла, гипса, мрамора), некоторые из которых раньше находились в частных коллекциях и были пожертвованы меценатами в собрание музея, а также семейные фотографии, книги 1893—1898 годов из личной библиотеки, документы.
Посещение музея бесплатное.
В музее проходят художественные выставки и тематические мероприятия, он участвует в акции «Ночь музеев».